# كرايغ بيردن
كرايغ بيردن (بالإنجليزية: Craig Burden)‏ هو لاعب اتحاد الرغبي جنوب أفريقي، ولد في 13 مايو 1986 في ديربان في جنوب أفريقيا.

## وصلات خارجية
- كرايغ بيردن على موقع ItsRugby.co.uk (الإنجليزية)